# Luigi Edoardo Frisoni
Luigi Edoardo Frisoni (São Pedro do Sul o Genova, 11 giugno 1870 – ...) è stato un politico e imprenditore italiano.